# چارلز استانهوپ
چارلز استانهوپ (به انگلیسی: Charles Stanhope, 3rd Earl Stanhope) ‏ (۳ اوت ۱۷۵۳ - ۱۵ دسامبر ۱۸۱۶) مخترع بریتانیایی و برادرخوانده ویلیام پیت جوان‌تر بوده است. وی درس ریاضیات را در دانشگاه ژنو تحصیل کرد و مطالعاتی نیز در زمینه الکتریسیته انجام داده است. وی موفق شد به پیشرفتهایی در زمینه افزایش سرعت چاپ کاغذ دست یابد.

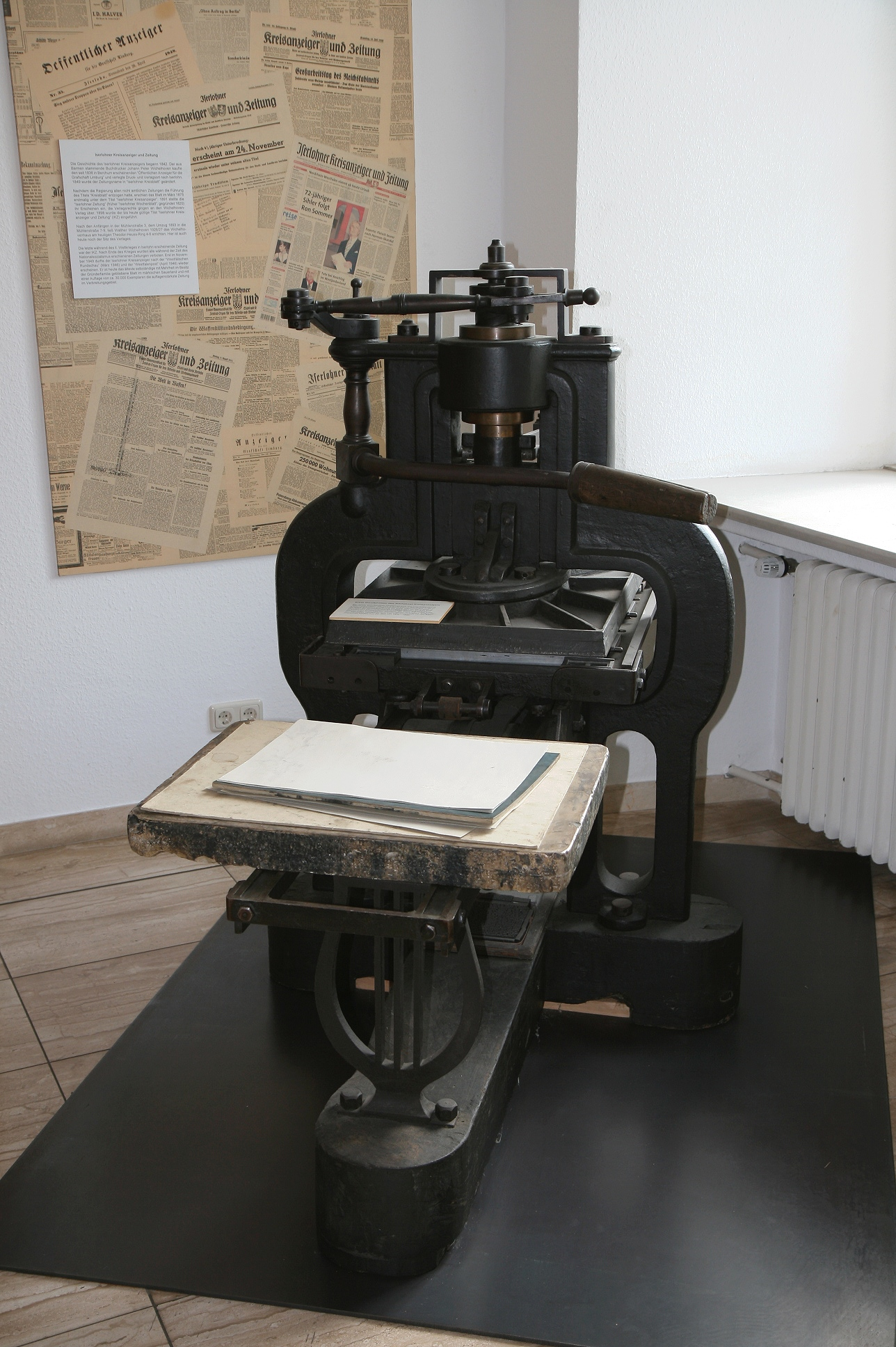
دستگاه چاپ استانهوپ